# Aire urbaine de Rochefort
L'aire urbaine de Rochefort est une aire urbaine française centrée sur la ville de Rochefort.
Rochefort est au centre d'une aire urbaine qui s'étend sur les deux rives de l'estuaire de la Charente jusqu'à l'embouchure du fleuve dans l'océan Atlantique.
Par sa population, elle se positionne au troisième rang départemental en Charente-Maritime après les aires urbaines de La Rochelle et de Saintes.

## Zonage de l'aire urbaine de Rochefort en 2010 et population en 2008

### Données globales
Selon le dernier zonage effectué par l'INSEE en 2010, l'aire urbaine de Rochefort compte 55 588 habitants en 2008 (population municipale).
En 2008, elle se situait au 142e rang national et au 7e rang régional en Poitou-Charentes. Dans le classement régional, elle ne change pas de rang par rapport au recensement et au zonage de 1999.
Selon l'INSEE, l'aire urbaine de Rochefort fait partie des grandes aires urbaines de la France c'est-à-dire ayant plus de 10 000 emplois.
Les 5 communes de l'agglomération urbaine de Rochefort qui appartiennent au pôle urbain correspondent à l'unité urbaine de Rochefort tandis que les 15 autres communes appartiennent à la couronne urbaine selon la nouvelle terminologie de l'INSEE.
Par rapport à l'ancienne délimitation de 1999, l'aire urbaine de Rochefort gagne quatre nouvelles communes mais en perd une (Saint-Laurent-de-la-Prée devient une commune multipolarisée entre l'aire urbaine de La Rochelle et celle de Rochefort). Nouvellement redéfinie, cette aire urbaine en grande partie située au centre de l'arrondissement de Rochefort, le long de l'estuaire de la Charente, empiète maintenant sur l'arrondissement de Saintes avec les communes de Trizay et de La Vallée. Elle englobe dorénavant l'unité urbaine de Port-des-Barques située sur la rive gauche de l'embouchure de la Charente.
Le tableau ci-dessous donne les chiffres du recensement de 2008 et détaille la répartition de l'aire urbaine sur le département (les pourcentages s'entendent en proportion du département) :
| Département       | Communes | Communes (%) | Superficie (km2) | Superficie (%) | Population (2008) | Population (%) |
| ----------------- | -------- | ------------ | ---------------- | -------------- | ----------------- | -------------- |
| Charente-Maritime | 20       | 4,2          | 315,08           | 4,6            | 55 588            | 9,08           |

En 2008, moins d'un dixième de la population de la Charente-Maritime réside dans l'aire urbaine de Rochefort.
En Charente-Maritime, elle occupe le troisième rang, après l'aire urbaine de La Rochelle et celle de Saintes. Elle fait partie des trois aires urbaines du département à dépasser les 50 000 habitants.

### Composition de l'aire urbaine de Rochefort selon le zonage de 2010
Composition de l'aire urbaine de Rochefort selon le nouveau zonage de 2010 et population en 2008 (population municipale)
| Commune                                   | Superficie | Population  | Densité de population | Catégorie dans l'aire urbaine             |
| ----------------------------------------- | ---------- | ----------- | --------------------- | ----------------------------------------- |
| Rochefort                                 | 21,95 km2  | 25 676 hab. | 1 170 hab/km2         | commune appartenant au pôle urbain        |
| Breuil-Magné                              | 22% km2    | 1 547 hab.  | 70 hab/km2            | commune appartenant au pôle urbain        |
| Échillais                                 | 14,72 km2  | 3 284 hab.  | 223 hab/km2           | commune appartenant au pôle urbain        |
| Tonnay-Charente                           | 34,39 km2  | 7 792 hab.  | 227 hab/km2           | commune appartenant au pôle urbain        |
| Vergeroux                                 | 5,53 km2   | 988 hab.    | 179 hab/km2           | commune appartenant au pôle urbain        |
| Pôle urbain ou unité urbaine de Rochefort | 98,84 km2  | 39 287 hab. | 397 hab/km2           | 5 communes                                |
| Beaugeay                                  | 14,31 km2  | 629 hab.    | 44 hab/km2            | commune appartenant à la couronne urbaine |
| Cabariot                                  | 15,12 km2  | 1 235 hab.  | 82 hab/km2            | commune appartenant à la couronne urbaine |
| Loire-les-Marais                          | 12,46 km2  | 332 hab.    | 27 hab/km2            | commune appartenant à la couronne urbaine |
| Lussant                                   | 8,79 km2   | 907 hab.    | 103 hab/km2           | commune appartenant à la couronne urbaine |
| Moëze                                     | 21,17 km2  | 540 hab.    | 26 hab/km2            | commune appartenant à la couronne urbaine |
| Moragne                                   | 12,03 km2  | 454 hab.    | 38 hab/km2            | commune appartenant à la couronne urbaine |
| Port-des-Barques                          | 5,66 km2   | 1 851 hab.  | 327 hab/km2           | commune appartenant à la couronne urbaine |
| Saint-Agnant                              | 22,49 km2  | 2 373 hab.  | 106 hab/km2           | commune appartenant à la couronne urbaine |
| Saint-Coutant-le-Grand                    | 12,80 km2  | 336 hab.    | 26 hab/km2            | commune appartenant à la couronne urbaine |
| Saint-Froult                              | 6,39 km2   | 300 hab.    | 47 hab/km2            | commune appartenant à la couronne urbaine |
| Saint-Hippolyte                           | 23,28 km2  | 1 244 hab.  | 53 hab/km2            | commune appartenant à la couronne urbaine |
| Saint-Nazaire-sur-Charente                | 20,31 km2  | 1 102 hab.  | 54 hab/km2            | commune appartenant à la couronne urbaine |
| Soubise                                   | 10,93 km2  | 3 032 hab.  | 277 hab/km2           | commune appartenant à la couronne urbaine |
| Trizay                                    | 14,13 km2  | 1 289 hab.  | 91 hab/km2            | commune appartenant à la couronne urbaine |
| La Vallée                                 | 16,37 km2  | 677 hab.    | 41 hab/km2            | commune appartenant à la couronne urbaine |
| Couronne urbaine                          | 216,24 km2 | 16 301 hab. | 75 hab/km2            | 15 communes                               |
| Aire urbaine                              | 315,08 km2 | 55 588 hab. | 176 hab/km2           | 20 communes                               |

## Zonage de l'aire urbaine de Rochefort en 1999 et population en 1999

### Données globales en 1999
D'après le zonage de l'INSEE établi en 1999, l'aire urbaine de Rochefort est composée de 18 communes, toutes situées en Charente-Maritime, et plus précisément dans l'arrondissement de Rochefort dont une commune dans l'arrondissement de Saintes (Trizay).
En 1999, l'aire urbaine de Rochefort rassemble 48 772 habitants et se situe au 151e rang national. Elle occupe le 7e rang en Poitou-Charentes. En Charente-Maritime, elle occupe le troisième rang, après l'aire urbaine de La Rochelle et celle de Saintes.
Elle fait partie du bipôle La Rochelle-Rochefort qui occupe le tiers de la population de la Charente-Maritime et elle est située dans l'espace urbain La Rochelle-Niort-Val de Charente.
Quatre communes de l'aire urbaine sont classées comme pôles urbains et forment son agglomération urbaine qui compose l'unité urbaine de Rochefort.
Le tableau suivant détaille la répartition de l'aire urbaine sur le département (les pourcentages s'entendent en proportion du département) :
| Département       | Communes | Communes (%) | Superficie (km2) | Superficie (%) | Population (1999) | Population (%) |
| ----------------- | -------- | ------------ | ---------------- | -------------- | ----------------- | -------------- |
| Charente-Maritime | 18       | 3,8          | 307,96           | 4,5            | 48 772            | 8,8            |

### Délimitation de l'aire urbaine de Rochefort en 1999
| Code INSEE | Commune                    | Type                  | Département       | Superficie (km2) | Population (1999) | Densité (hab./km2) |
| ---------- | -------------------------- | --------------------- | ----------------- | ---------------- | ----------------- | ------------------ |
| 17036      | Beaugeay                   | Commune monopolarisée | Charente-Maritime | +0014,51         | +00 000470,       | +00032,            |
| 17065      | Breuil-Magné               | Commune monopolarisée | Charente-Maritime | +0022,25         | +0 0001 224,      | +00055,            |
| 17075      | Cabariot                   | Commune monopolarisée | Charente-Maritime | +0015,12         | +0 0001 080,      | +00071,            |
| 17146      | Échillais                  | Pôle urbain           | Charente-Maritime | +0014,72         | +0 0002 821,      | +00192,            |
| 17205      | Loire-les-Marais           | Commune monopolarisée | Charente-Maritime | +0012,46         | +00 000326,       | +00026,            |
| 17216      | Lussant                    | Commune monopolarisée | Charente-Maritime | +0008,79         | +00 000831,       | +00095,            |
| 17237      | Moëze                      | Commune monopolarisée | Charente-Maritime | +0021,17         | +00 000463,       | +00022,            |
| 17246      | Moragne                    | Commune monopolarisée | Charente-Maritime | +0012,03         | +00 000401,       | +00033,            |
| 17299      | Rochefort                  | Pôle urbain           | Charente-Maritime | +0021,95         | +00025 797,       | +01 175,           |
| 17308      | Saint-Agnant               | Commune monopolarisée | Charente-Maritime | +0022,49         | +0 0002 083,      | +00093,            |
| 17329      | Saint-Froult               | Commune monopolarisée | Charente-Maritime | +0006,39         | +00 000234,       | +00037,            |
| 17346      | Saint-Hippolyte            | Commune monopolarisée | Charente-Maritime | +0023,28         | +0 0001 121,      | +00048,            |
| 17353      | Saint-Laurent-de-la-Prée   | Commune monopolarisée | Charente-Maritime | +0027,51         | +0 0001 347,      | +00049,            |
| 17375      | Saint-Nazaire-sur-Charente | Commune monopolarisée | Charente-Maritime | +0020,31         | +00 000850,       | +00042,            |
| 17429      | Soubise                    | Commune monopolarisée | Charente-Maritime | +0010,93         | +0 0001 220,      | +00112,            |
| 17449      | Tonnay-Charente            | Pôle urbain           | Charente-Maritime | +0034,39         | +0 0006 628,      | +00193,            |
| 17453      | Trizay                     | Commune monopolarisée | Charente-Maritime | +0014,13         | 1 122             | +00091,22          |
| 17463      | Vergeroux                  | Pôle urbain           | Charente-Maritime | +0005,53         | 754               | +00178,66          |
|            | Total                      |                       |                   | +0307,96         | 48 772            | +00158,            |